# 時代世話二挺鼓
『時代世話二挺鼓』（じだいせわにちょうつづみ）とは、黄表紙の作品の一つ。全二冊、天明8年（1788年）刊行。山東京伝作、喜多川行麿画。 題名に「将門/秀郷」の角書きがつく。

## あらすじ

### 上巻
① 第六十一代朱雀天皇の時代、天慶の頃のこと。平将門が東国で猛威を振るい人民がこれを嘆いていることが朝廷に伝わったので、俵秀郷が勅命をうけ討手として東国に向かった。
公卿・甲「どうか将門をぶちのめしておくれ」
秀郷「委細承知仕りました。帝様がこんなことおっしゃるときは何とあいさつするか知らねえし。自分は秀郷とは申しますが、里（田舎）っぽくない男さ」
公卿・乙「貴様は俵通太（秀郷の通称俵藤太のもじり。「通人」の「通」に掛けた）という名と承ったが、近頃俵屋（吉原にあった妓楼の名）の吉野（遊女の名）はどうしているかの。吉野は相変わらず全盛かの」
公卿・丙「これ秀坊（秀郷のこと）、近頃勅使がそちの所へ参ったがそちが留守がちだったのは、さだめし居続け（遊里などで、何日も遊んで家へ帰らないこと）をしていたのであろう。松葉屋か丁子屋か、玉屋か扇屋か、あるいはちょっとひねって深川あたりの尾花屋あたりで居続けかの。俺の家来から言付けを聞いてないか」
② 平将門は王位をねらい、東国に内裏を模して御殿を建て「岡場所内裏」と名づけ（幕府非公認の遊里を岡場所といったところから、京の朝廷にとっては非公認の内裏だという意味）、紫宸殿、清涼殿を真似て尾花殿、梅本殿などこしらえた（当時深川仲町にあった尾花屋や梅本という上等の茶屋をもじる）。そして偽者の公卿を召抱えて狂歌師のような名を名乗らせたが、いま「東百官」と称して子供が手習いで覚えるのはこれである。秀郷は一計を案じ家来を皆後ろの山の中に忍ばせて、自分ひとりで将門と対面した。
秀郷「親王様（将門）は早わざの名人と承ります。わたくしも少しばかり自信がありますので、ここで早わざ比べをして、もしわたくしが負けましたらお味方につくことといたしましょう。親王様がお負けなすったら、この内裏をぶっつぶして帰ることにしようではありませんか」
将門「そいつはよかろう。お前が負けたときにぐずぐず文句を言わないようにしろよ」
偽公卿・甲「われら両人は俵曲持（たわらのきょくもち、俵を使った曲芸という意味）と借上上塗（かりのうえのうわぬり、恥の上塗りに掛けている）と申します。以後、お見知りおきくださいませ」
偽公卿・乙「近頃評判の俵藤太とはお前のことか。わしはこんにゃく島（霊岸島）の通人で名を南鐐のお大臣と申す。以後、お見知りおきくだされ」
秀郷「どいつもみな変な名だ。大文字屋の帳場の塗り札にあるような名だ」
③ 将門は、早わざに負けたら味方になろうという秀郷の話を本当と思い、自分の早わざを見せようとしてひとりで七人前の膾を作ってみせた。人には見えないが六人の将門の分身も後ろで手伝う。
将門「どうだ、たいしたものだろう。これだったら仕出屋の料理番でもつとまるだろう」
そのとき秀郷少しも騒がず、懐中より神明前のなご屋で買った早わざ八人前（野菜千切り器）を取り出して、あっという間に八人前の膾をこしらえた。将門より一人前多いので将門の面目を失わせることができた。
秀郷「わたくしの料理はあなた様のように出刃包丁は使いませぬ。出刃包丁は博打場の喧嘩に振り回すものさ。大根（だいこ）は流々仕上げをごろうじろ（「細工は流々仕上げを御覧じろ」のしゃれ）」
④ 将門は料理には負けたけれど遊芸では負けるものかと、七変化の所作事を踊ってみせた。
将門「秀鶴に杜若を兼ねた身ぶりはたいしたものだろう」
ここのところは「大出来ぬ大出来ぬ」と書きたいところだ（当時の役者評判記では、よくできた芝居は「大でき大でき」といって誉めたので、その反対だと茶化した）。
秀郷「あまり自惚れたことを言いなさんな。女郎に振られたいのかい」（自惚れ客はとかく女郎に振られる）
⑤ 将門が七変化の所作をやって得意満面となっていたので、秀郷はかねって習っていたひとりで八人前の楽器を鳴らす芸を見せ付けた。ちんつん、チャンチャントントンピイラリヒャウ。
将門「なるほど器用な奴だ。また一人前分負けた。ちょ、いまいましい」

### 下巻
⑥ この時将門は文字の早書きだったら秀郷もかなうまいと思い、自分の分身を使って「七ついろは」（いろは四十八文字のそれぞれに漢字六字ずつを書き並べた本）をいっぺんに書いてみせた。秀郷はそれにも負けまいと『早引節用』（いろは引きの辞典）を使っていろは四十八文字それぞれに漢字七字を引いて見せ、そのうえ「やがらの鉦」を一度に打ってみせた。
将門「やがら無性に（「やたら無性に」のしゃれ）鉦を打ってるがいいぜ」
道中双六と市村羽左衛門の所作では見たことがあるが、やがら鉦というものは目の回りそうなものだ。
⑦ 将門は秀郷にやりこめられて大層いらつき、みずから化物の正体をあらわしてしまった。
将門「俺は本当は身体が七つあるから、このような早わざができるのだ。お前にはよもやこの真似はできまい」
と七つの姿を現してみせた。
将門の分身たち「どうだ不思議だろう」
秀郷「雛人形のお内裏様をたくさん虫干しするのを見るようだ。親王命をあげ巻の～じゃあねえかい。今年は公卿の当たり年だい。しかし、公卿のなかにはだいぶ腐りかけたのもいるみたいだ」
⑧ 秀郷は将門の様子を見て、「わたしは姿が八つあるからお前よりも勝っている。お前には見えないだろう。この眼鏡で見てみろ」と、駒形の眼鏡屋で買った八角眼鏡（物が八つに見える数眼鏡）を将門にかけさせて自分の姿を見させた。
秀郷「どうです、たいしたもんでしょう。こういう姿はいい男でしょう。新造女郎が見ればすぐに惚れこむでしょう」
将門が八角眼鏡で秀郷を見ると、なるほど八人に見えるので肝をつぶした。
⑨ 秀郷は「約束どおりこの内裏の主であるあなたを追い出して、『この建物売ります』という札を貼って帰りましょう」と言ったので、将門は大いに怒って七人の将門にそれぞれ槍を持たせて秀郷に突きかかった。
秀郷「女郎屋でも遣りときては面白くもないのに、このうえどんな槍がでるかわかったものじゃない」
このとき将門は上田紬の着物を着ていたので、これを上田の七本槍という。秀郷は太刀の切り合いではかなうまいと思い、日頃信心する浅草観音を念じると、不思議なことに雲中に観音様が現れ、千の矢先（千手観音だから）を揃えて将門を射た。観音様も久しく矢を放つことがなかったので、千の矢先のうち九百九十三筋は外れたが、残りの七筋が七人の将門のこめかみを射抜いた。
観音「ドドン、カッチリという音がしないから張り合いがないね」
⑩ 将門が仏の慈悲の矢に当たって弱ったところに、秀郷がすかさず近寄って首を刎ねると、不思議なことに切り口から血潮が空へ吹き上げ七つの魂が飛び出た（魂が七人連れで飛んでゆく）。
魂「先にたつ魂やい、ちと待てや、付き合いというものを知らないのかい」ポンポンポンポンポンポンポン（魂が飛び出していく音）
秀郷「あら不思議、心太屋の看板みてえだ」
秀郷は将門の体から魂が飛び出す様子を見て、花火というものを思いついたとさ。
秀郷「この魂が一分金だったら一両が四分だから、一両三分の価値があるぜ。吉原の高い遊女を買っても二分残る」
秀郷が隠していた軍勢がこれを合図の狼煙（のろし）と思って攻め寄せてきた。
軍勢「皆々急げ、急げ。あれあれ合図の狼煙があがった。なかなか埒があかないのでは、狼煙狼煙（鈍し〈鈍い〉とひっかけた）」
⑪ 秀郷は、難なく将門を退治できたのも浅草観音のご利益だと、狩野元信に繋ぎ馬を描かせ（繋ぎ馬は将門の家紋とされる）、これを絵馬として奉納した。また将門の霊を祭ったのが神田明神である。この頃神田に毎夜七曜の星が光を放つのは将門の霊魂である。二冊ものに首尾よくまとまってめでたしめでたし。

## 解説
山東京伝27歳の時の作で版元は蔦屋重三郎。天明4年（1784年）、江戸城中で若年寄田沼意知が旗本佐野政言より刃傷を受け死亡、天明6年には意知の父田沼意次が失脚、翌年田沼家は領地と城を没収され、いわゆる田沼時代は終りを迎える。戯作では意次派の失脚と、それに続く寛政の改革を格好の材料とし多くの黄表紙が出された。この『時代世話二挺鼓』も平将門のいた時代に仮託し、意次派の失脚した世相を穿ってみせたものである。⑩にある「七つの魂」とは田沼家の紋所「七曜紋」のことを暗に示し、俵秀郷も佐野政言をモデルにしたかとされる。
本作の題名「時代」と「世話」とは歌舞伎の「時代物」、「世話物」に倣ったもので、「時代」が天慶の将門、「世話」が江戸時代当時の世相の事をあらわす。「二挺鼓」は大鼓、小鼓を同時に打ち鳴らす芸のこと。鼓は「打つ」ところから、意次、意知親子を二挺の鼓になぞらえ「打つ」話だと暗示したともいわれる。
本作は初代中村仲蔵をはじめとする当時の人気役者たち、また芝神明門前にあった刃物屋の「なご屋」、当時の手習いの手本「七ついろは」や数眼鏡など、当時知られた事物や人物を取り上げうがってみせつつ、意次に関わることを交え風刺している。①に登場する公卿たちはいずれも吉原や深川の遊里の事情に通じており、京の公卿が江戸の遊里に通じているというおかしみを見せるが、そんな遊里に出入りした田沼時代の幕府高官たちのことも想像させる。③の「あなた様のように出刃包丁は使いませぬ」とあるのは、「出刃」とは「出羽」すなわち水野出羽守忠友の事で、意次の息子意正を養子に迎え老中にも出世した大名であった。そんな出羽（水野忠友）も、もう政治では使われぬと揶揄したものと見られる。
天明8年正月に売り出された本作には、寛政3年（1791年）またはその翌年に出されたと見られる再版本がある。意次失脚と寛政の改革を題材とした黄表紙は本作の後も出ているが、黄表紙の作者として知られた朋誠堂喜三二、恋川春町はいずれも幕府に睨まれ、その作は絶版処分となる。一方、京伝は黄表紙を出し続けた。同じ世相をうがつのでも、京伝は取締りにあわぬよう用心して黄表紙を書いたということもあるが、喜三二や春町が本来は大名家に仕える歴とした武士であり、京伝は町人という身分の違いも幸いし見逃されたという。